# Bardiccio
Il bardiccio o bardiccio fiorentino o salsiccia matta è un tipico insaccato toscano, simile al burischio,  la cui preparazione si basa sull'utilizzo delle parti meno pregiate e ricche di sangue del suino. Il suo tipico colore rosso scuro dipende dalla quantità di cuore – generalmente di bovino – impiegata nell'impasto. Il bardiccio ha la forma caratteristica della salsiccia, ma è più lungo ed è insaccato nel budello di suino, legato con dello spago. Si produce da settembre a maggio e si consuma fresco.
Il bardiccio fa parte dell'Arca del Gusto di Slow Food con il nome di bardiccio fiorentino ed è inserito tra i prodotti agroalimentari tradizionali italiani dalla Regione Toscana alla voce "Carni (e frattaglie) fresche e loro preparazione". La zona di produzione originaria è circoscritta ai comuni della Valdisieve e, marginalmente, del Valdarno.

## Storia
Originariamente il bardiccio nasce come piatto della cosiddetta tradizione povera Toscana. In una logica di riciclaggio alimentare – tipica delle famiglie contadine o comunque meno abbienti – tutte le parti meno nobili del maiale e del bue, comprese le interiora, venivano recuperate. In origine il bardiccio, oltre ad essere consumato fresco, veniva stagionato per essere poi utilizzato nel corso dell'anno come ripieno o come ingrediente per insaporire le zuppe vegetali.

## Produzione

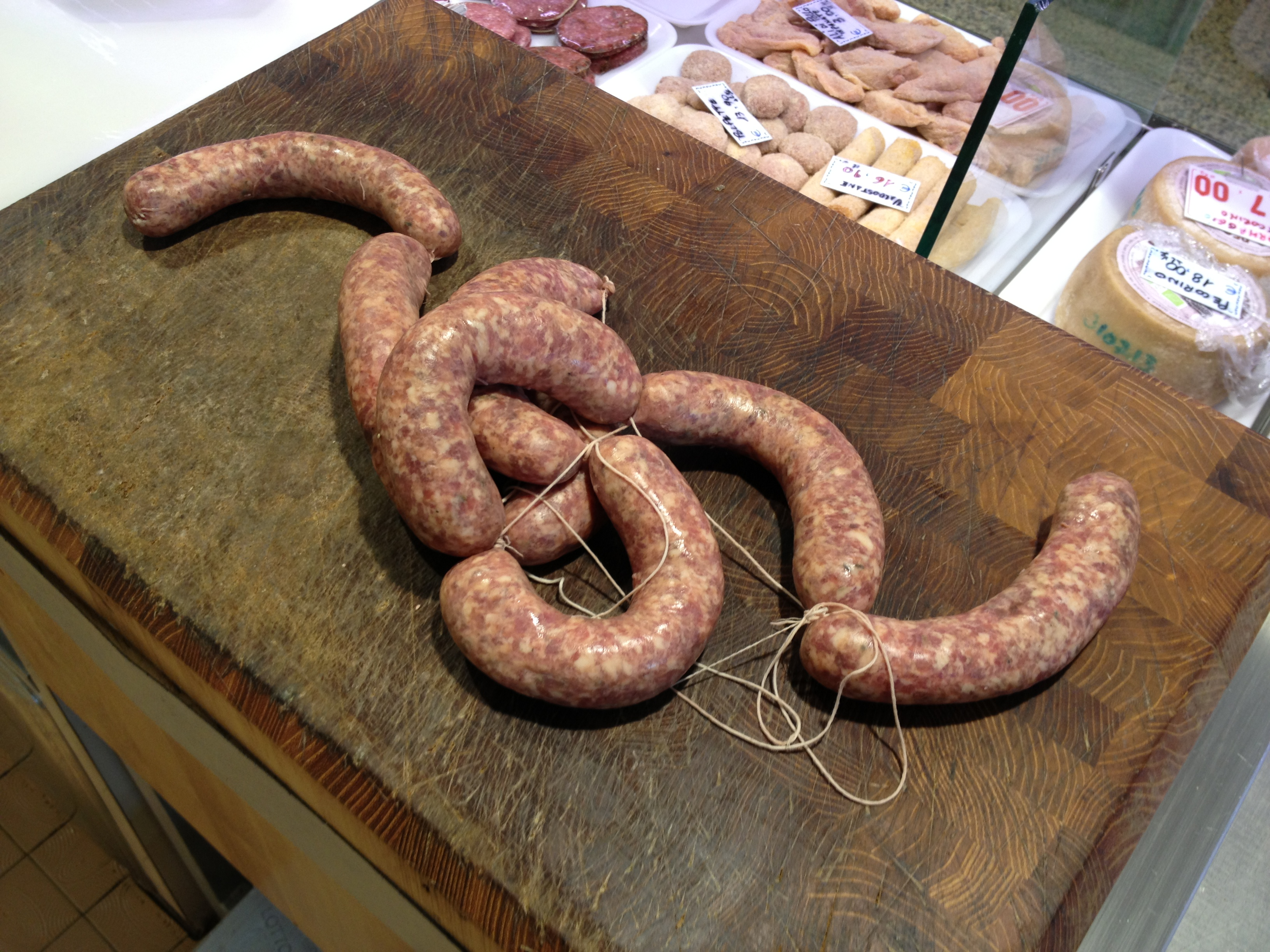
Bardiccio legato con spago sul banco di una macelleria

L'Agenzia Regionale per lo Sviluppo e l'Innovazione nel Settore Agricolo-forestale (ARSIA) stima una produzione annua di bardiccio di circa 400-500 quintali, suddivisa tra macellerie (30–60 kg la settimana) e salumifici (80–100 kg la settimana).
Del bardiccio non esiste una ricetta codificata, poiché ogni piccolo produttore miscela i vari ingredienti sulla base di una propria tradizione.
Per realizzarlo si utilizza principalmente carne suina di seconda e terza scelta, quella generalmente non impiegata nella produzione di altri salumi come la finocchiona, la salsiccia o il salame: tenerume tritato, grasselli saporiti, cuore, polmone, fegato, milza e altri tagli inutilizzati nelle altre lavorazioni perché di pezzatura troppo piccola. A questa si aggiunge, in percentuale minore e con lo scopo di ingentilirne il gusto, anche carne bovina.
Le carni vengono macinate grossolanamente con un tritacarne e successivamente vengono aggiunti sale, pepe, aromi e spezie tra cui, quella principale, è il finocchio selvatico. 
Il composto così ricavato viene mescolato con un'impastatrice e confezionato con un'insaccatrice in un budello di maiale di circa 30 centimetri, legato alle estremità con dello spago. Generalmente si lega a file di due o a file di quattro.

## Consumo
Il bardiccio viene cotto alla brace oppure in umido. Più raramente viene bollito. Viene tipicamente servito con pane toscano e accompagnato con del Chianti Rufina o altri vini toscani robusti.

## Manifestazioni
Seppur circoscritte alla provincia di Firenze, sono molte le manifestazioni enogastronomiche legate al bardiccio:
- Festa del bardiccio, Dicomano (dicembre)
- Palio del bardiccio,[10] Pelago (marzo)
- Sagra del bardiccio, Vicchio (ottobre)
- Sagra del fusigno,[11] Londa (24 dicembre)
- Sagra del tortello e bardiccio, Rufina (primavera-estate)
- Sagra della zucca gialla e del bardiccio, Pelago (ottobre)
- Toscanello d'oro,[12] Pontassieve (maggio-giugno)

### In italiano
- Alessandro Sarti, Il bardiccio. Non fatevi infinocchiare, Firenze, Edizioni Polistampa, 2016, ISBN 978-88-59616-38-2.
- Tommaso Tamantini, et al., In principio era il crostino: Ricette toscane di ieri e di oggi, s.l., CreateSpace Independent Publishing Platform, 2012, ISBN 978-1-4791-8104-9.
- AA.VV., La cucina delle festività religiose, Milano, Accademia Italiana della Cucina, 2010, ISBN 978-88-89116-19-7.
- Paolo Petroni, Il grande libro della vera cucina toscana, Bologna, Il centauro, 2010, ISBN 978-88-86540-05-6.
- AA.VV., La cucina del maiale, 2 volumi, Milano, Accademia Italiana della Cucina, 2009, ISBN 978-88-89116-09-8.
- Pier Francesco Listri, Il dizionario della Toscana a tavola, Firenze, Le Lettere, 2004, ISBN 978-88-71668-35-2.

### In altre lingue
- (EN) Virginia Maxwell, Nicola Williams, Lonely Planet Florence & Tuscany (Regional Travel Guide), 7ª ed., Melbourne, Lonely Planet, 2012, ISBN 978-1-74179-853-1.